# Sasha Colby
Sasha Kekauoha, plus connue sous le nom de scène Sasha Colby, est une drag queen et reine de beauté américaine, principalement connue pour avoir remporté le concours de beauté Miss Continental et la quinzième saison de RuPaul's Drag Race,,.

## Jeunesse
Sasha Kekauoha naît le 26 juillet 1985 à Waimanalo, dans l'État d'Hawaï, aux États-Unis, et grandit dans une famille conservatrice, élevée par des membres des témoins de Jéhovah,,.

## Carrière
Sasha Colby commence le drag à Chicago, dans l'État de l'lllinois, en 2003, à l'âge de dix-sept ans. Considérée comme une légende de la scène drag et des concours de beauté aux États-Unis, elle remporte le concours Miss Continental en 2012,,,.
En 2018, elle participe au spectacle Nightgowns de Sasha Velour et apparaît dans la série documentaire de celui-ci,.
Modèle et activiste transgenre, Sasha Colby représente l'État d'Hawaï dans la vidéo de mobilisation de GLAAD pour le vote lors de l'élection présidentielle américaine de 2020,.
En 2018, Sasha Colby, avec plusieurs autres drag queens, défile avant la performance de Jennifer Lopez aux iHeartRadio Music Awards,,.
Le 13 décembre 2022, Sasha Colby est annoncée comme l'une des seize candidates participant à la quinzième saison de RuPaul's Drag Race, qu'elle remporte le 14 avril 2023,,. Elle y remportera d’ailleurs 4 maxi challenges et ne se retrouvera jamais dans le « bottom two ».

## Vie privée
Sasha Colby est une femme transgenre. Elle est la drag mother de Kerri Colby, candidate de la quatorzième saison de RuPaul's Drag Race. Elle participera et remportera la quinzième saison de RuPaul's Drag Race.

## Filmographie

### Télévision
- 2023 :
  - RuPaul's Drag Race : candidate, première place (saison 15)[4]
  - RuPaul's Drag Race: Untucked
- 2024 :
  - RuPaul's Drag Race : Guest (saison 16)

### Clips vidéo
- 2016 : Tongue Pop the Halls de Alyssa Edwards[21]
- 2017 : She's Gotta Habit de Detox[22]
- 2018 : Excuse the Beauty de Latrice Royale[23]
- 2021 :
  - GAP de Heidi N Closet et Widow Von'Du[24]
  - Queen of the North de Brooke Lynn Hytes[25]
- 2023 : Blame It on the Edit de RuPaul[26]

## Discographie
| Année | Titre                         | Artiste                                   | Album                        | Ref.   |
| ----- | ----------------------------- | ----------------------------------------- | ---------------------------- | ------ |
| 2023  | One Night Only                | The Cast of RuPaul's Drag Race            | Single                       | [ 27 ] |
| 2023  | Golden Years (Rockin' Old Gs) | The Cast of RuPaul's Drag Race            | Single                       | [ 28 ] |
| 2023  | Wigloose: The Rusical         | The Cast of RuPaul's Drag Race            | Wigloose: The Rusical! Album | [ 29 ] |
| 2023  | Blame It on the Edit          | RuPaul ft. The Cast of RuPaul's Drag Race | Single                       | [ 30 ] |